# Mandat postal
 (août 2011).
Si vous disposez d'ouvrages ou d'articles de référence ou si vous connaissez des sites web de qualité traitant du thème abordé ici, merci de compléter l'article en donnant les références utiles à sa vérifiabilité et en les liant à la section « Notes et références ».
 (septembre 2019).
Le mandat postal est un moyen de transfert de fonds par le biais des services postaux qui a remplacé le mouvement réel des valeurs. Il est né en 1817 en France sous sa forme moderne, connue jusqu'en 2018, pour des versements d'argent à faire en France.

## Histoire

### Les transferts de fonds avant l'existence des mandats
Depuis le Moyen Âge, La Poste (puis La Banque postale) assume la charge du transfert des fonds et objets précieux.
Jusqu'au début du XVIIe siècle, les particuliers avaient l'habitude d'insérer dans leurs lettres ou paquets confiés aux courriers royaux, de l'argent, des bijoux et autres objets précieux. Mais, en se généralisant, ces agissements suscitèrent des actes de brigandage comprometftant non seulement la sûreté des dépêches, mais aussi la vie des courriers.
Pour remédier à cette situation, le fermier général des postes Pierre d’Almeras, par un règlement du 16 octobre 1627, auquel il est d'usage de faire remonter la première organisation d'une poste officielle à la disposition du public, décida d'interdire l'insertion « d'or, argent, pierreries ou autres chose précieuses », dans les lettres ou paquets confiés à la poste, et précisa les conditions auxquelles la poste acceptait désormais d’effectuer les transferts de fonds.
Pendant très longtemps l'organisation a fonctionné de la façon suivante : les envois de fonds confiés aux services postaux, présentés à découvert, étaient reconnus contradictoirement et enregistrés par l'agent des postes sur un carnet d'ordre, d'où il détachait une « déclaration de versement » qu'il remettait à l'expéditeur à titre de récépissé. Les fonds destinés à un même bureau étaient rassemblés en un « group » et décrits dans un bordereau appelé lettre d'avis. Le bureau d’arrivée procédait à la reconnaissance des espèces contenues dans le « group », s'assurait que leur montant correspondait aux indications portées sur la lettre d'avis, et prenait note des « articles d'argent » sur un registre d'arrivée. L'administration ne se souciait pas d'informer le destinataire ; c'est l'expéditeur qui devait seul se préoccuper de ce problème et le résoudre. Lorsque le bénéficiaire se présentait au bureau, les fonds lui étaient remis contre signature recueillie sur le registre d'arrivée, en regard des indications correspondantes.
Cette organisation, très simple, avait le mérite de n’exiger aucune comptabilité. Néanmoins, elle présentait deux inconvénients dont la gravité ne pouvait manquer de s'affirmer avec le développement du service :
- d'une part, la sécurité recherchée par Pierre d’Almeras n'était pas atteinte, car les sommes et objets précieux restaient aussi vulnérables voyageant dans un « group » que dans les précédents paquets et lettres ;
- d’autre part, les complications, à l'arrivée, étaient fréquentes du fait que le destinataire, n’étant pas prévenu par l'administration, se trompait souvent, en particulier sur la date d'envoi[2].

### Les premiers mandats et la naissance du mandat-lettre référence 1401
Pour remédier aux inconvénients signalés, un règlement en date du 26 frimaire an III (ou en 1795) met en œuvre un système plus commode, emprunté aux usages de la banque, pour l'envoi des sommes d'argent à des militaires ou marins en campagne.
Le receveur des postes, chez qui étaient déposés les fonds, les conservait en caisse et tirait une lettre de change sur le payeur de la formation militaire à laquelle appartenait l'intéressé. Cette lettre de change était remise à l'expéditeur à charge pour lui de la transmettre par lettre au bénéficiaire, lequel la présentait au comptable assignataire et entrait en possession des fonds.
Réserve faite de l'assignation sur un comptable unique, cette lettre de change n'était rien d'autre que notre ancien mandat-lettre (référencé selon le numéro de nomenclature de l'imprimé: 1401). Il y avait suppression du transport matériel des fonds. Étendu en 1812 aux envois de fonds destinés aux militaires en garnison à l'intérieur, cette organisation prit fin le 1er octobre 1815 avec les circonstances de guerre  qui l’avait provoquée.
Toutefois, ces essais ayant fait clairement apparaître les avantages du système, ce dernier fut repris par le règlement du 24 février 1817 qui organise pour la première fois le service des mandats sous une forme moderne, en « instituant la suppression du transport matériel des fonds et en créant les reconnaissances d'articles d'argent délivrées aux déposants pour être envoyé par eux aux destinataires ».
Le bureau émetteur remet à l' expéditeur, en plus de la « reconnaissance d'articles d'argent », un « bulletin de dépôt » destiné à lui servir en cas de réclamation, et transmet une « lettre d'avis » au bureau chargé du paiement, lequel l’inscrit sur un « registre d'arrivée ».
« Le bureau destinataire effectue le paiement sur ses fonds propres, sur présentation de la reconnaissance sur laquelle est recueilli l'acquis du bénéficiaire et à condition que le receveur soit également en possession de la lettre d'avis. »
C'est le système des mandats avec avis d'émission, encore actuellement en usage, à quelques différences près, dans les pays anglo-saxons, tels le Royaume Uni de Grande-Bretagne et d'Irlande du Nord et les États-Unis notamment.
Un nouveau règlement du 30 juillet 1823 autorise le paiement à vue dans tous les bureaux de poste et sans avis préalable, des reconnaissances de 100 F (francs) et au-dessous, établies au profit des militaires. Cette mesure est étendue aux mandats délivrés au profit des particulières à dater du 1er janvier 1832.
Le mandat-lettre était né, les dispositions postérieures à celle de 1832 ayant seulement trait, d'une part à l'élévation du maximum au-delà duquel la lettre d'avis (c'est-à-dire plus tard l’avis d'émission numéro nomenclature 1413) demeure obligatoire, et, aux précautions prises en vue d'assurer la sécurité des titres.

### La naissance du mandat carte
Si le mandat-lettre, sans doute inspiré d'une pratique bancaire, et celui des pays anglo-saxons où la banque a connu un développement précoce et privilégié, le mandat-carte est, en revanche, d'inspiration et de technique plus spécifiquement postale, puisque son support est une carte postale, et son origine est continentale.
Or il convient de remarquer qu'en France, la structure mise en place par le règlement du 24 février 1817 permettait tout aussi bien une évolution vers le mandat-carte que vers le mandat-lettre. Il suffisait d'imaginer de réunir sur le même support la « reconnaissance d'articles d'argent » et la « lettre d'envoi », la poste se chargeant de l'acheminement des deux éléments en même temps.
Ce fut la solution adoptée directement par plusieurs pays étrangers. S'il n’en a pas été ainsi en France, et l'étape de 1823 montre bien la préférence en faveur d'un mandat-lettre plutôt que du mandat-carte, c'est, vraisemblablement, parce que le premier répondait mieux aux exigences du public en matière de secret professionnel et que l'affranchissement de la lettre contenant la « reconnaissance » alimentait les caisses de l'État par l'intermédiaire de la régie fiscale qu'était alors l'administration.
En fait, c'est lorsque après la guerre de 1870, l'influence des puissances continentales s'est affermie, que le mandat-carte en usage dans leurs relations intérieures est étendu aux relations internationales par la voix des Conventions bilatérales qui ont longtemps régenté ces échanges.
Il fut donc introduit en France en 1876, pour les besoins du service international et, deux ans plus tard, pour ceux du régime intérieur. Sans coupon de correspondance, il était distribué au destinataire, lequel venait se faire payer au guichet.
Comme il n'avait pas été jugé utile de rétablir l'ancien registre d'arrivée, des fraudes ne manquèrent pas d'être constatées ; aussi, en 1881, l'administration décida-t-elle de conserver les mandats-carte dans les bureaux et d'aviser les destinataires au moyen d'un avis d’arrivée.
En 1891, le paiement à domicile était instauré dans les communes non pourvues d'un bureau de poste, et la loi du 22 décembre 1895 l’étendait à l'ensemble du territoire. Enfin, en 1898, le coupon de correspondance était adjoint au mandat carte, lui donnant sa forme moderne et assurant définitivement son succès. Depuis, ne sont intervenus que des changements de détails, tels que la limitation du montant du paiement à domicile pour des motifs de sécurité des agents payeurs, la réglementation spéciale pour le paiement des mandats adressés dans les hôtels ou lieux publics, etc., mais les principes fondamentaux n'ont pas varié.

### Adaptation des deux types de mandat jusqu'en 1994
Ainsi, coexistaient en France jusqu’en 1994, deux mandats de nature différente, l'un du type « lettre », remis à l'expéditeur lors de l'émission, à charge pour lui de le faire parvenir au bénéficiaire, lequel devra le présenter au paiement dans un bureau de poste, l'autre du type « carte », qui ne quitte pas le service et dont l'acheminement incombe à l'administration.
Bien sûr, des variantes, naquirent de l'évolution des besoins de la clientèle et des services nouveaux qui en résultèrent mais il ne s'agit que de variantes aux deux grandes catégories existantes :
- Tout d'abord, les mandats télégraphiques sont créés en 1868 et sont favorisés en 1879 par la fusion entre l'Administration postale et l'Administration télégraphique formant alors le ministère des postes et télégraphes. Ils utilisent, comme mode de transmission, la voie électrique (télégraphe et téléphone puis télex et enfin télécopie). Ils se rapprochent donc des télégrammes à l’émission et à la distribution, et des mandats-cartes lors du paiement ;
- Ensuite, les mandats résultant de la création, en 1918, du service des chèques postaux, tels que :
  - Mandat de versements émis dans les bureaux de poste et payables par inscription au crédit des comptes chèques postaux (mandats no 1418 [carte] et 1401[lettre]) ;
  - Mandats de paiement émis par les centres de chèques postaux et payables dans les bureaux de poste, dit de « retrait» lorsqu'ils sont émis au profit du titulaire de compte, et d'assignation lorsqu'ils sont émis au profit d'un tiers (chèques transformés en mandats et mandats CH 1419).
  - Chèques et bons postaux de voyage, émis par les centres de chèques postaux sur formules spéciales présentant de très fortes analogies avec les mandats de type lettre et payables dans les bureaux de poste ;
  - mandats-contributions numéro 1 418 F. et ceux destinés aux services des organismes importants (EDF, GDF, SNCF, caisses de sécurité sociale, caisses d'allocations familiales, ORTF, etc.)

Enfin, depuis la fin des années 1970, les mandats optiques et les titres universels de paiement -TUP, dont les caractéristiques essentielles se traduisent globalement par une simplification générale des méthodes d'exploitation et par une amélioration très sensible de la rentabilité du service des mandats.

## Fonctionnement

### Aspect juridique
Le code civil , au des dispositions de l' article 1984, définit le mandat « comme un acte par lequel une personne donne à une autre personne le pouvoir de faire quelque chose pour le mandant et en son nom ». Au regard des services dépendant du ministère des P.T.T., le mandat postal est considéré comme un ordre de payer et est appelé « mandat » tout titre émis ou payé par un bureau de poste pour l'exécution du transfert de fonds.
Pour chaque mandat émis, l'Administration postale perçoit en numéraire, sur l'expéditeur, un droit de commission. Ce droit est définitivement acquis à l'Administration postale, même en cas de remboursement immédiat d'un titre régulièrement émis.

### Responsabilité de l'administration
La responsabilité pécuniaire de l'Administration postale est engagée pour le montant intégral des sommes versées aux guichets des bureaux pour être converties en mandats jusqu'au moment où ces sommes ont été régulièrement payées au bénéficiaire ou aux mandataires de ceux-ci. À cause de cette responsabilité et de la nature du travail effectué, l'Administration postale :
- limite, en certains cas, le montant des sommes qu'elles acceptent en dépôt, pour l'émission des mandats ;
- perçoit à l'émission une rétribution dite droit de commission ;
- prescrit toutes les mesures susceptibles d'assurer l'authenticité des mandats, l'exactitude et la régularité des paiements.

### Inscription
Est prescrit, au profit de l'Administration postale, le montant des mandats émis en France dont le paiement ou le remboursement n'a pas été réclamé par les ayants droit dans le délai de deux ans à partir du jour du versement des fonds. 
La prescription des mandats originaires de l'étranger varie avec le pays d'origine.

### Principes généraux d'émission
La responsabilité de l'Administration postale en matière de mandat l'oblige à se soumettre à deux principes : 
- L’identification, qui fait que chaque mandat est un titre unique ;
- Les mesures de sécurité à prendre pour préserver, dans ce domaine, les intérêts des clients et de l'administration.

Ces principes généraux sont décrits dans la littérature professionnelle.

### Exploitation jusqu’en mars 1994

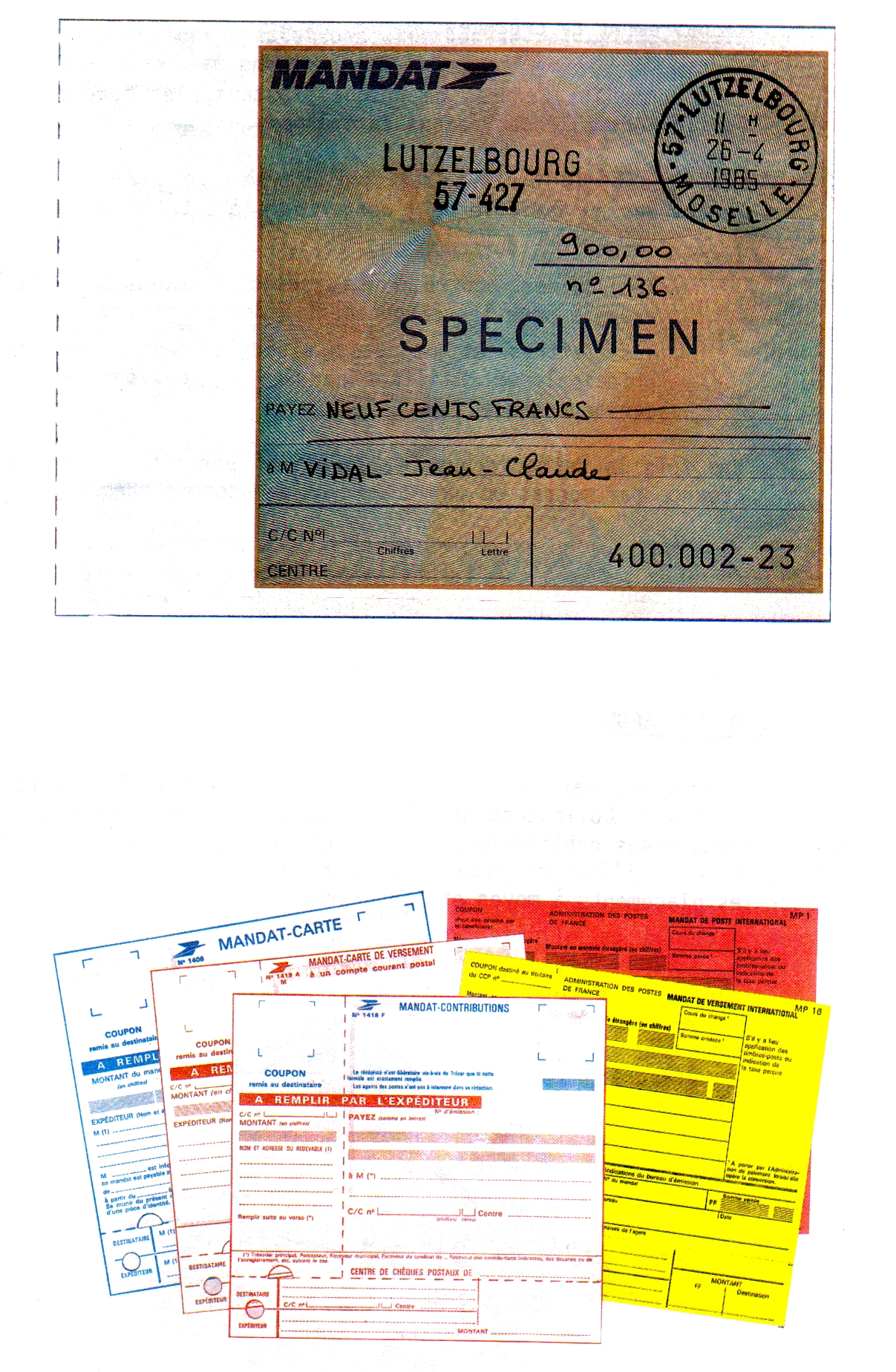
Les anciens mandats

#### Le mandat
L’administration postale passe un contrat avec l'expéditeur du mandat. Elle doit donner au titre un caractère authentique et unique qui permette, sans ambiguïté, de connaître le sort réservé aux mandats émis.
Chaque mandat comporte donc obligatoirement :
- le nom du bureau d'émission ;
- la date de dépôt des fonds ;
- le numéro d'émission ;
- le nom du destinataire ;
- le montant à payer au destinataire.

D'autres éléments figurent sur le titre mais ils ne présentent pas au regard de l'Administration postale la même signification. Par exemple, le nom et l'adresse de l'expéditeur sont facultatifs. Un récépissé comporte dans le détail des sommes versées et est délivré à l'expéditeur.

#### États d’émission
Chaque mandat émis et décrit (numéro, montant et les droits de commission) sur un document comptable qui est l'état d'émission.
C'est une pièce justificative de la comptabilité des services émetteurs (bureaux, centres de chèques, organismes autorisés). Il permet en outre aux services chargés de la vérification (centre de contrôle des mandats, centres de lecture optique) de redresser les erreurs éventuelles.

#### Le répertoire des mandats émis
Le service émetteur doit être en mesure de donner suite à toute réclamation concernant un titre qu'il a émis. C'est pourquoi il est établi un registre comportant les principales caractéristiques des mandats (date d'émission, numéro, montant, destinataire).Il est en général composé par la partie inférieure du mandat, complétée par l'expéditeur. Les services importants microfilms les titres.

#### Les différentes formules
Il faut distinguer :
le mandat-lettre
Il est émis aux guichets des bureaux de poste dont l'envoi au destinataire est laissé à la charge de l'expéditeur. Ces titres peuvent être payés dans n'importe quel bureau de poste. Ils ne sont pas admis dans les relations avec l'étranger.
le mandat-carte
Il est émis aux guichets des bureaux de poste, dont l'acheminement vers le destinataire est assuré par le service postal. Il est payé par le préposé ou par le bureau de poste desservant le domicile du bénéficiaire ou alors porté au crédit d'un compte chèque postal. Ce service existe non seulement dans les relations internes, mais aussi dans les relations internationales sous réserve du respect du contrôle des changes.
Les processus d'émission et tout ce qui a trait au remboursement, à la perte de mandats, se trouvent amplement couverts par les ouvrages « techniques » édités par les PTT (puis La Poste).

## Les différents types de mandats depuis mars 1994
Depuis mars 1994 sont mis en place les mandats TFT (transfert de fonds télématique). 

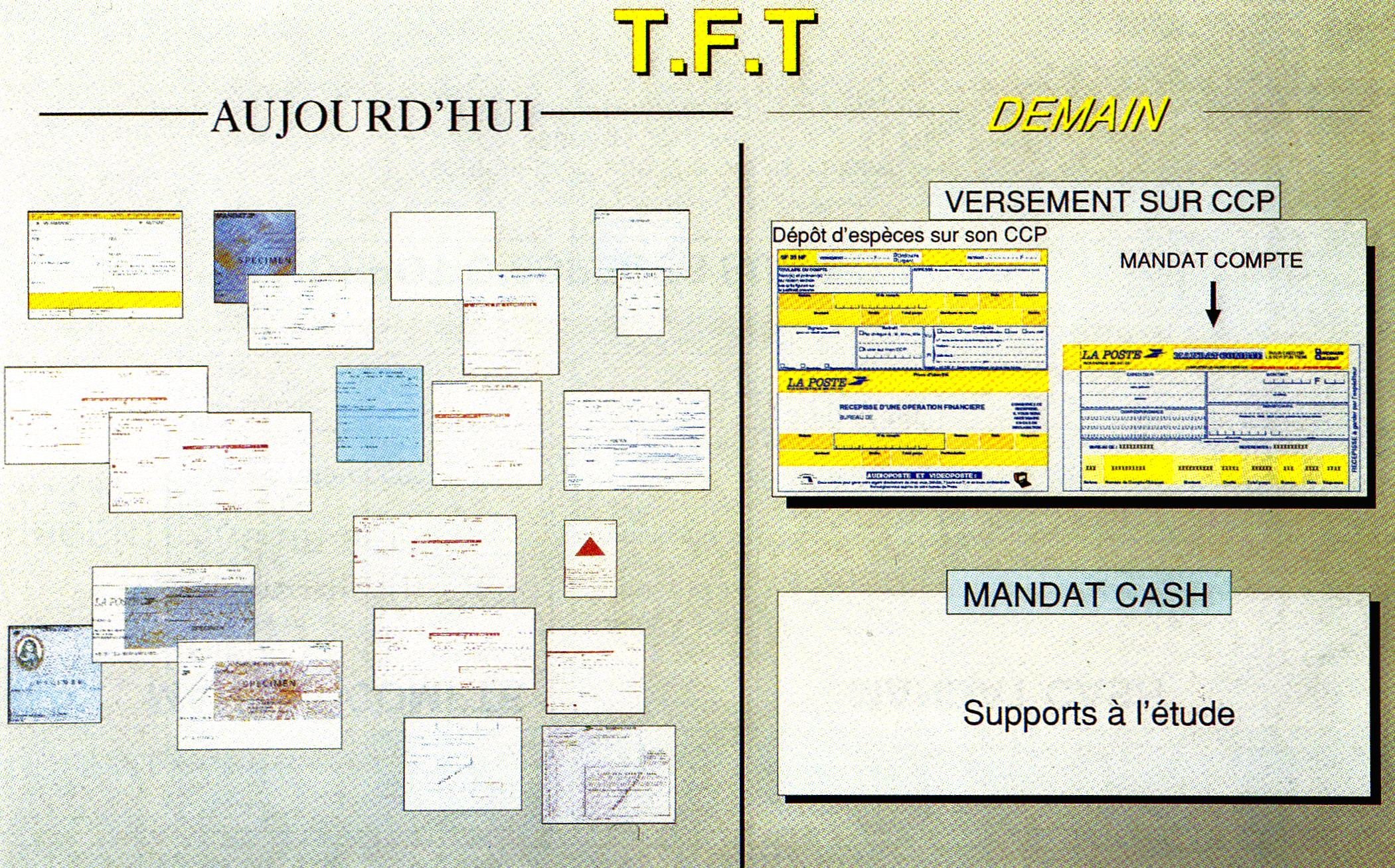
Principes généraux en image Nouveau système 1994 TFT

Ces mandats sont gérés par l’intermédiaire de l’informatique dans le but de dématérialiser les mandats du régime intérieur. Il s’agit aussi de réduire le nombre de catégories de mandat. Cela a abouti à une réduction des coûts d’exploitation tout en assurant une meilleure sécurité.
Les tarifs à jour ne se trouvent plus sur le site de La Poste mais sur le site de La Banque postale depuis le la création de la Banque Postale au 1 er janvier 2006 et le transfert de toutes les activités financières des services postaux à cette banque publique le 1er juillet 2006.

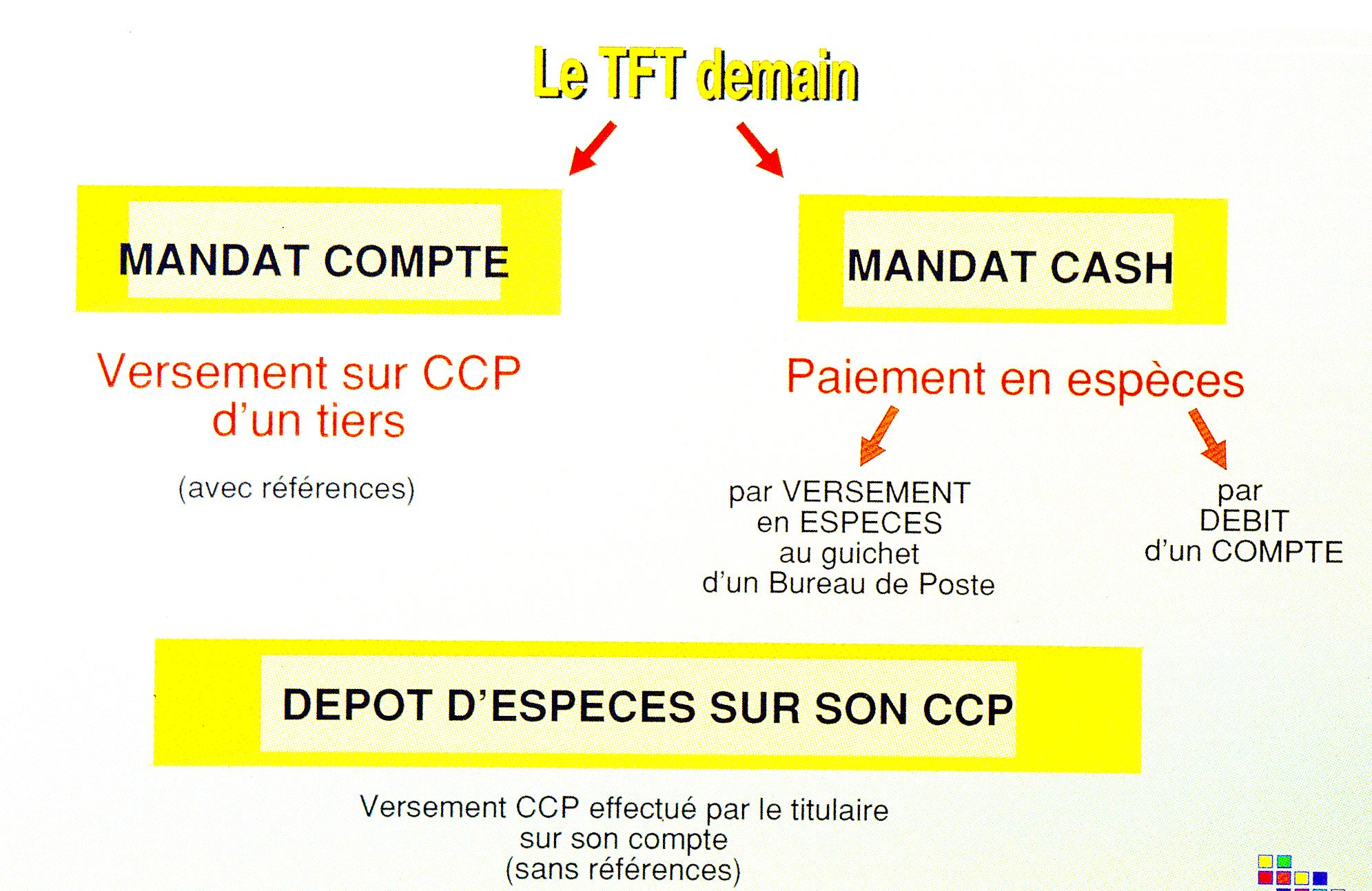
graphique Synthèse TFT

### Mandat Compte: Dépôt d'espèces sur compte postal (France, DOM)

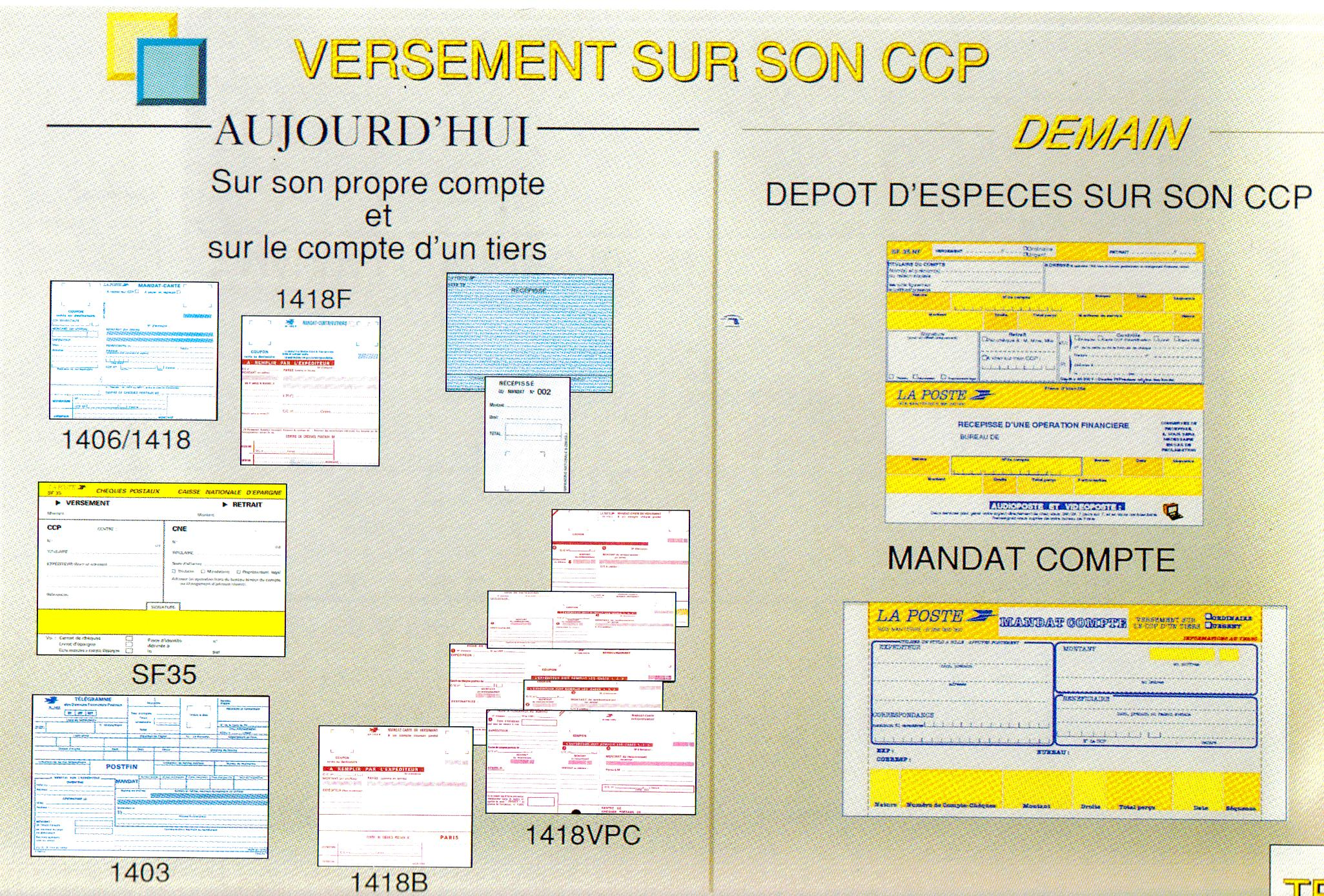
Versement sur son CCP avant et après

En mars 1994, se  généralise le service des versements sur comptes chèques postaux (de tiers) appelés mandats « compte » testés sur  3 sites  pilote depuis 1993 : Strasbourg, Lille et Chalons sur Marne .Les versements d’espèces sur son propre compte chèque postal se font toujours sur formule spéciale SF35 et sont soumis aux mêmes règles que les autres opérations financières en temps réel , avec les terminaux CHEOPS . Pour le mandat compte Tiers, il existe un imprimé spécifique et il y a à payer un droit de commission .

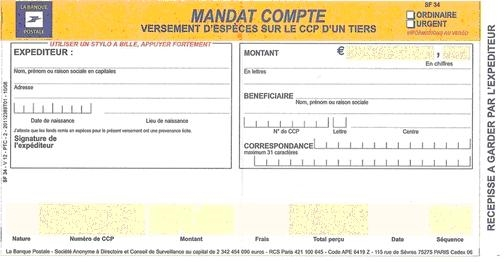
Imprimé mandat compte

Il faut rappeler que jusqu’à mi 2005 (année à vérifier), si le centre gestionnaire de son CCP n’était pas celui auquel était relié le bureau de poste de dépôt, alors le crédit n’avait lieu qu’en J+1 sauf à payer une taxe d’urgence (50 francs). Cette distinction n’a plus lieu d’être, tous les bureaux postaux sont connectés à tous les centres financiers de La Banque Postale et l'apport d'argent se fait instantanément.

### Mandat Cash: paiement à tiers en espèces (France, DOM)

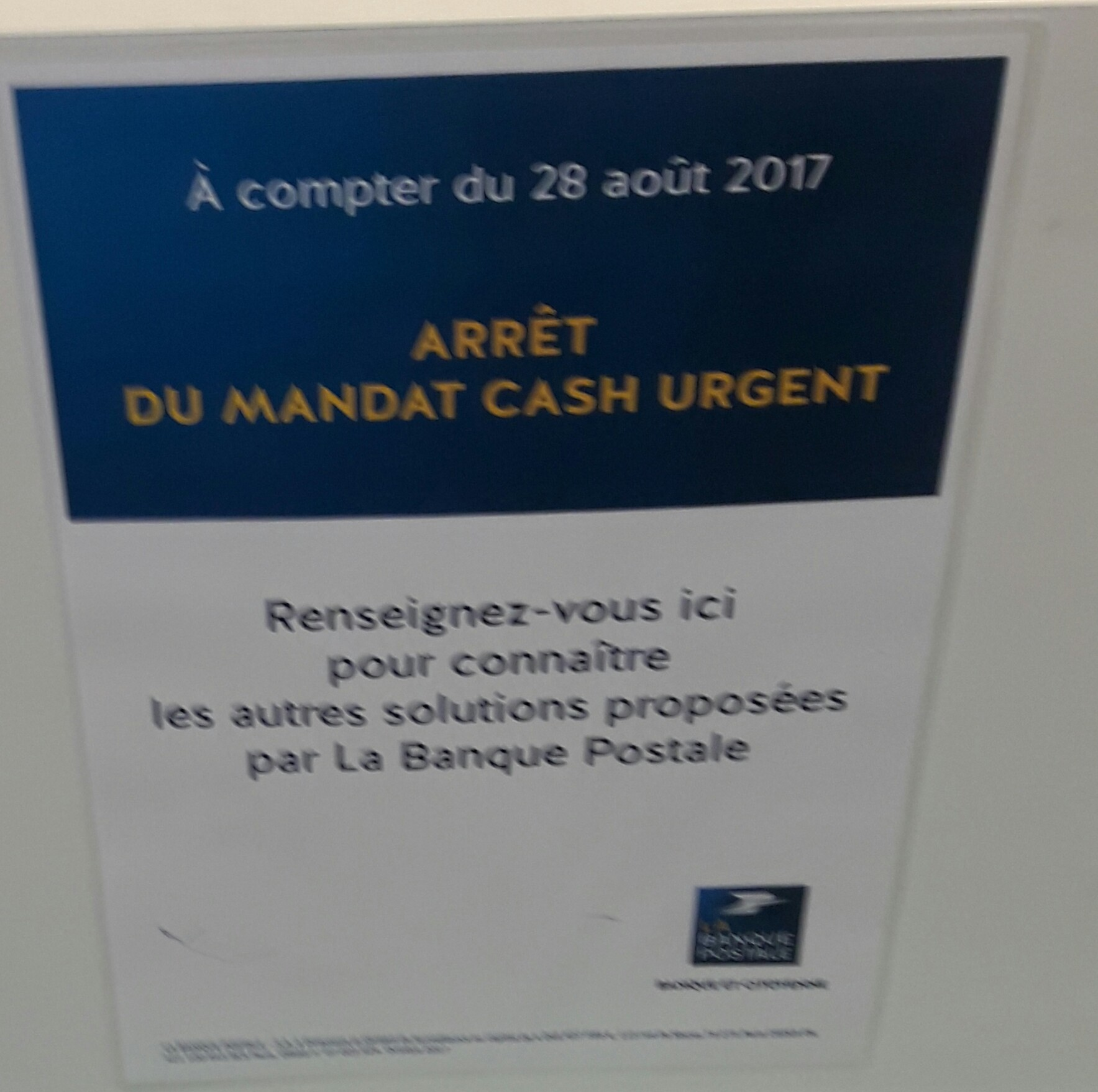
Information affichée dans tous les bureaux de poste.

Les deux types de Mandat Cash - ordinaire et urgent - avaient été mis en place en 1995 et ont été supprimés depuis par les services postaux au cours de l'année 2017.
Le mandat Cash ordinaire
Une fois émis par voie informatique au bureau de poste, il était  remis à l’expéditeur qui doit se charger de le remettre au bénéficiaire (courrier, main propre, etc.). Ce dernier se le faisait payer en liquide dans n’importe quel bureau de poste. À ce titre, il rappelait le fonctionnement du mandat-lettre qui n’existe plus.
Il est à noter que le  service du mandat Cash ordinaire a cessé d'être fourni à la clientèle postale le 31 décembre 2017.
Le mandat Cash urgent
Il consistait en l’émission d’un numéro, à transmettre par l'expéditeur au destinataire des fonds, en général par voie téléphonique. Il suffisait alors au bénéficiaire de donner au bureau de poste de son choix le numéro d'émission du mandant et de montrer sa pièce d'identité pour obtenir le paiement immédiat de son mandat, sans support papier (ce principe est le même que pour Western Union).
Le paiement pouvait intervenir juste après une transmission téléphonique, donc un moyen de paiement très rapide, ce qui devait pousser à la circonspection lors de paiement de biens et services, car il n'y avait pas de vérification d'adresse ; une telle procédure pouvait favoriser certaines fraudes.
Le service des mandats Cash urgents a cessé d'être proposé à la clientèle des bureaux postaux le 28 août 2017.

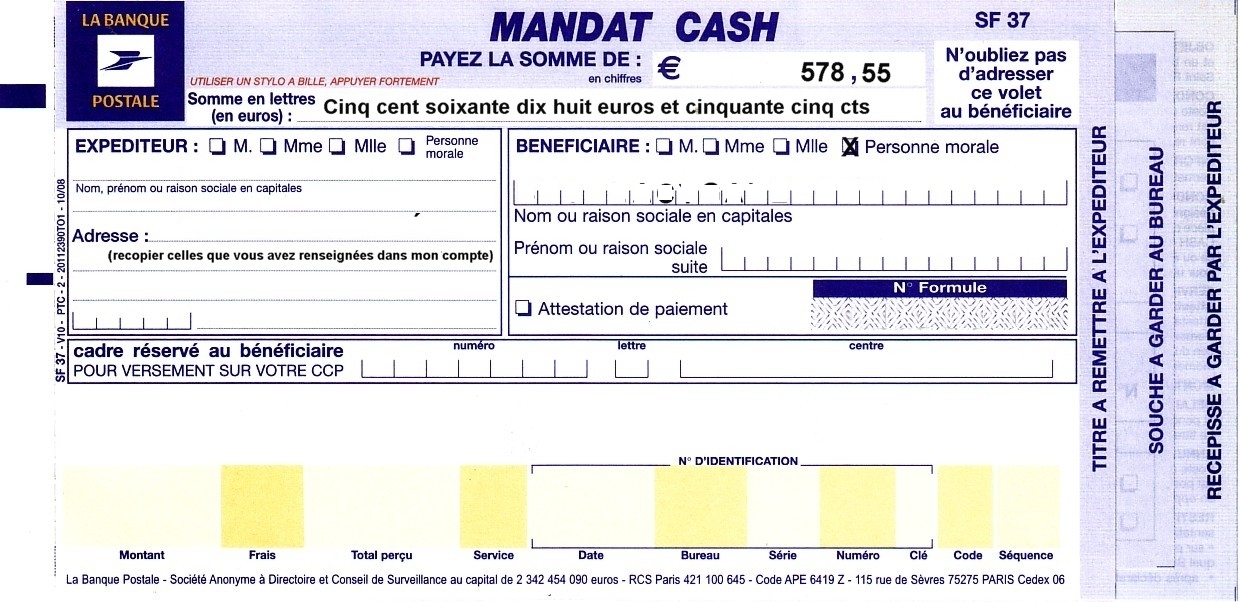
Imprimé mandat Cash ordinaire

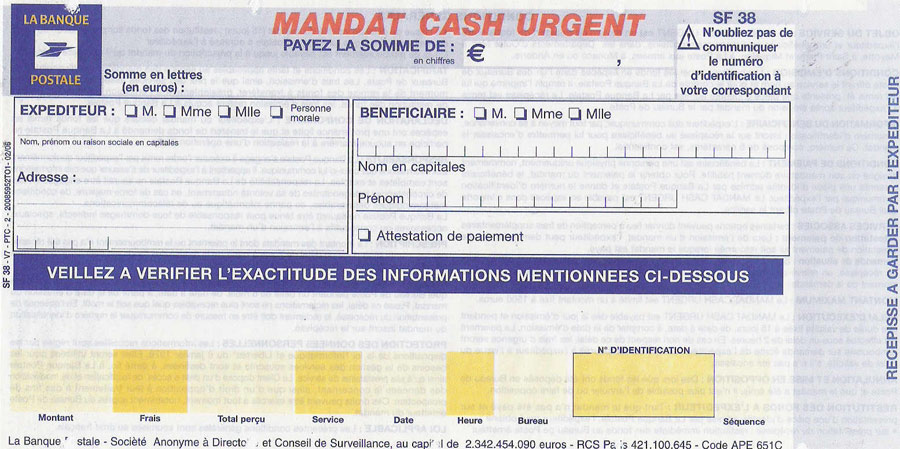
Imprimé Mandat Cash urgent

### Mandat International: paiement à tiers en espèces (vers international)

#### Le mandat Ordinaire International
Ce mandat n'est que partiellement informatisé.
Le Mandat Ordinaire International permet de transférer des espèces jusqu'à 3 500 € ou la somme équivalente en monnaie locale. A sa création, il était proposé pour le transfert d'argent vers 150 pays. Toutefois, la liste des pays destinataires est maintenant réduite et concerne uniquement les 48 pays suivants, appartenant à l'Union postale universelle  : Albanie, Algérie, Allemagne, Arménie, Autriche, Biélorussie, Bosnie Herzégovine, Brésil, Bulgarie, Canada, Cap-Vert, Chine, Chypre, Colombie, Corée du Sud, Croatie, Danemark, Égypte, Espagne Grèce, Hongrie, Île Maurice, Irlande, Israël, Italie, Japon, Laos, Lettonie, Liechtenstein, Lituanie, Madagascar, Malte, Maroc, Pérou, Pologne, Portugal, Roumanie, Rwanda, Serbie, Slovaquie, Slovénie, Suisse, Tchéquie,   Thaïlande, Tunisie, Turquie, Vatican, Vietnam.
Le paiement s'effectue au guichet d'un bureau de poste ou par réception d'un chèque. Ces paiements sont toujours en monnaie du pays de destination.

#### Le mandat Versement International
Le Mandat de Versement sur Compte permet de transférer des espèces sur un compte bancaire à l’étranger.
Le Mandat de versement sur compte permet de transférer des fonds remis en espèces sur un compte à l’étranger, établi dans une liste limitée de pays réputé " sûr " . Il donne la possibilité d'envoyer les fonds directement sur le compte du bénéficiaire et fonctionne avec 26 pays, membres réguliers de l'Union postale universelle : Algérie, Allemagne, Autriche, Belgique, Chypre, Espagne, Estonie,  Finlande, Grèce, Irlande, Italie, Japon, Liechtenstein, Luxembourg, Lettonie, Lituanie, Malte, Maroc, Pays-Bas, Portugal, Sénégal, Serbie, Slovaquie, Slovénie, Suisse, Tunisie. Il existe un montant maximum pour un mandat : 8 000 € ou son équivalent .

#### Le mandat Express International
Ce mandat doit être payé en 30 jours maximum (sinon il doit être procédé au remboursement du titre) et il fonctionne uniquement avec les 33 pays ou les 2 territoires français d'outre-mer suivants :
- Algérie
- Arménie
- Bénin
- Biélorussie
- Burkina Faso
- Cambodge
- Cameroun
- Colombie
- Comores
- Congo
- Côte d'Ivoire
- Djibouti
- Égypte
- Gabon
- Ile Maurice
- Inde
- Laos
- Madagascar
- Mali
- Maroc
- Mauritanie
- Moldavie
- Niger
- Nouvelle-Calédonie
- Pérou
- Polynésie française
- Russie
- République démocratique du Congo
- Sénégal
- Serbie
- Tchad
- Togo
- Tunisie
- Ukraine
- Viêt Nam

Son montant maximum est de 3 500 € ou moins,  selon le pays de réception et la réglementation postale en vigueur.
Il est à noter depuis mars 2016, la Poste française a bloqué les mandats à destination du Gabon en raison du fait que la  Postebank gabonaise ayant de trop nombreux arriérés de paiement.

## Arnaques et escroqueries
Comme d'autres services de transfert d'argent tels que Western Union, les mandats postaux peuvent être détournés à des fins malveillantes. Des escrocs se servaient notamment du Mandat Cash Urgent pour se faire payer des véhicules, ou des cautions d'appartement .
De telles escroqueries ont fait  passer les Mandats Cash Urgent comme des moyens de paiement alors qu'ils sont normalement destinés à être uniquement un moyen de transférer de l'argent à une personne de confiance.